# Counter-Strike: Global Offensive
Counter-Strike: Global Offensive (CS:GO) este un shooter multiplayer first-person din 2012 dezvoltat de Valve și Hidden Path Entertainment. Este al patrulea joc din seria Counter-Strike. Dezvoltat pentru doi ani, Global Offensive a fost lansat pentru Windows, macOS, Xbox 360 și PlayStation 3 în august 2012 și pentru Linux în 2014. Valve încă actualizează în mod regulat jocul, atât cu patch-uri de echilibrare mai mici, cât și adăugări de conținut mai mari.
Jocul opune două echipe, teroriștii și contra-teroriștii, în diferite moduri de joc bazate pe obiective. Cele mai frecvente moduri de joc implică teroriștii care plantează o bombă în timp ce contra-teroriștii încearcă să-i oprească sau contra-teroriștii care încearcă să salveze ostaticii capturați de teroriști. Există nouă moduri de joc oficiale, toate având caracteristici distincte, specifice modului respectiv. Jocul are, de asemenea, suport pentru matchmaking care permite jucătorilor să joace pe serverele dedicate Valve, pe lângă serverele găzduite de comunitate cu hărți și moduri de joc personalizate. Un mod de joc battle-royale, "Danger Zone", a fost introdus la sfârșitul anului 2018.
Global Offensive a primit recenzii pozitive din partea criticilor la lansare, care au lăudat jocul pentru gameplay-ul său și fidelitatea față de seria Counter-Strike, deși a fost criticat pentru unele caracteristici timpurii și pentru diferențele dintre versiunile pentru console și PC. De la lansare, a atras aproximativ 11 milioane de jucători pe lună și rămâne unul dintre cele mai jucate jocuri de pe platforma Steam a companiei Valve. În decembrie 2018, Valve a făcut tranziția jocului către un model free-to-play, concentrându-se pe veniturile din obiecte cosmetice.
Jocul are o scenă esports activă, continuând istoria de competiție internațională din jocurile anterioare din serie. Echipele concurează în ligi și turnee profesioniste, jocul fiind adesea citat ca fiind printre cele mai bune din domeniul esports.
Counter-Strike 2, o actualizare majoră care aduce jocul la motorul Source 2, a fost anunțată pe 22 martie 2023 și a fost lansată pe 27 septembrie 2023. În acel moment, Global Offensive a fost redenumit Counter-Strike 2 pe Steam. În timp ce serverele pentru versiunile de PC ale Global Offensive au fost scoase din funcțiune pentru Counter-Strike 2, versiunea de Xbox 360 a Global Offensive rămâne online.